# جولین فلوز بررسی می‌کند: مرموزترین قتل
جولین فلوز بررسی می‌کند: مرموزترین قتل (انگلیسی: Julian Fellowes Investigates: A Most Mysterious Murder) یک مجموعهٔ مستند درام پنج قسمتی بریتانیایی است که در سال ۲۰۰۴ از شبکهٔ بی‌بی‌سی وان پخش شد.

## بازیگران
- مایکل فاسبندر
- کریستینا کول
- دیوید اسکوفیلد
- دیوید کالدر
- الیزابت رایدر
- جولیا سنت جان
- جین مارش
- آماندا روت
- توماس سنگستر